# Zračna luka Tivat
Zračna luka Tivat (crnogorski: Аеродром Тиват, Aerodrom Tivat) (IATA: TIV, ICAO: LYTV) je međunarodna zračna luka koja se nalazi 4 km od centra Tivta u Crnoj Gori. Kako su dvije glavne zračne luke udaljene samo 80 km, ne postoje redovite domaće linije. Domaći letovi su svedeni na čarter letove i generalno zrakoplovstvo a cjelokupni redovni promet je međunarodni.
Postoje dnevni redovni letovi prema raznim europskim destinacijama. Tijekom ljetne sezone odvijaju se mnogi čarter letovi preko kojih je Tivat povezan s mnogobrojnim gradovima u svijetu. Letovi prema Zračnoj luci Beograd  se tradicionalno računaju kao većina prometa, ali pojavom sve većeg broja aviotvrtki koje lete preko Tivta taj postotak se smanjuje.